# Inanidrilus manae
Inanidrilus manae är en ringmaskart som beskrevs av Erséus 1984. Inanidrilus manae ingår i släktet Inanidrilus och familjen glattmaskar. Inga underarter finns listade i Catalogue of Life.